# Eulepidotis reducens
Eulepidotis reducens är en fjärilsart som beskrevs av Dyar 1914. Eulepidotis reducens ingår i släktet Eulepidotis och familjen nattflyn. Inga underarter finns listade i Catalogue of Life.